# Bijawasz
Bijawasz (ros. Бияваш) – wieś (sieło) w Rosji, w Kraju Permskim, w rejonie oktiabrskim. W 2010 liczyła 341 mieszkańców.